# Pehr Lithander

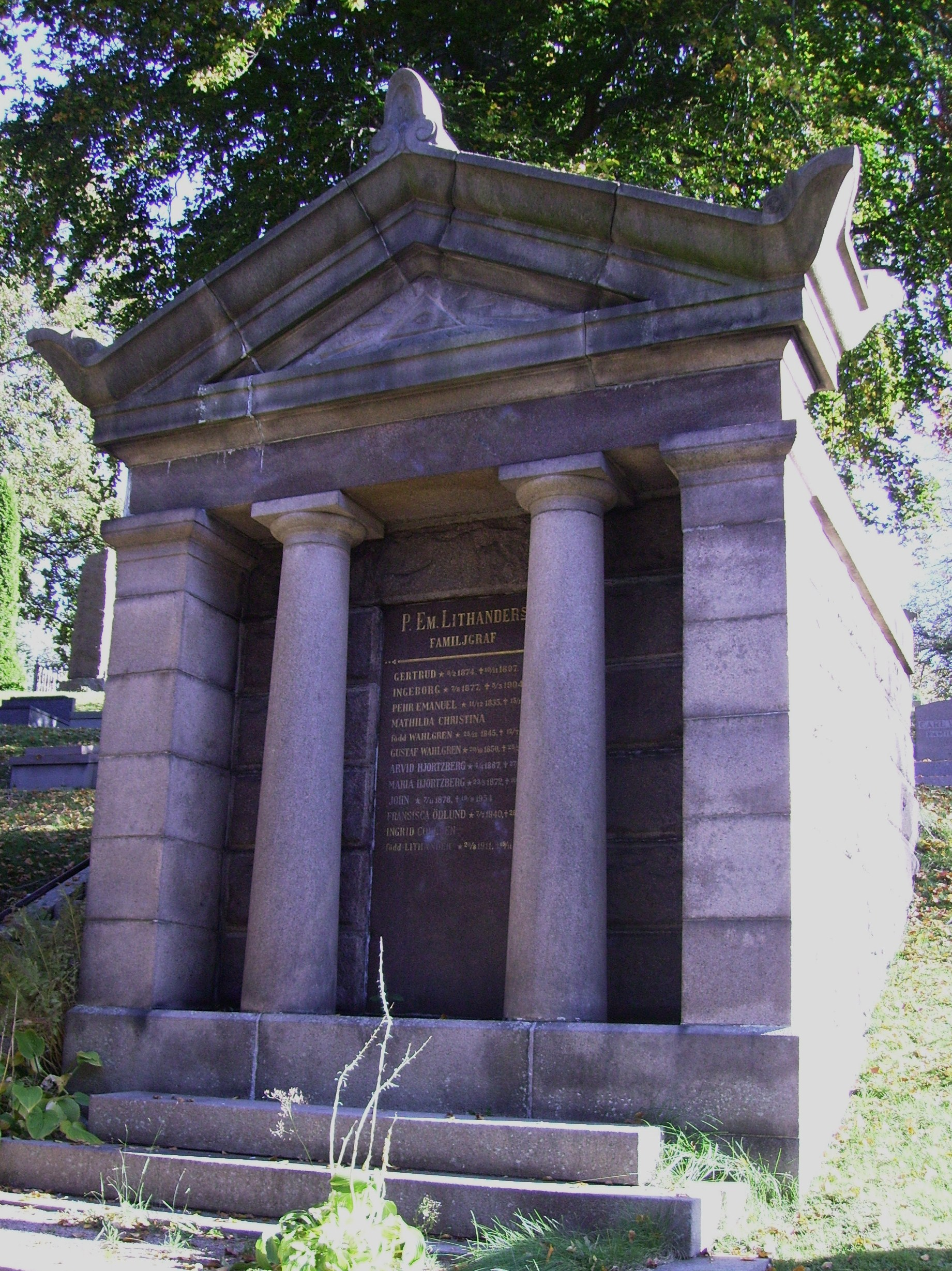
Pehr Lithanders gravvård på Östra kyrkogården, Göteborg.

Pehr Emanuel Lithander (i riksdagen kallad Lithander i Göteborg), född 11 december 1835 i Synnerby socken i Skaraborgs län, död 15 oktober 1913 i Rom, var en svensk affärsman och politiker. 

## Biografi
Han var son till häradsskrivare Eric Lithander och Kristina Enander samt far till Edvard Lithander. Lithander blev som femtonåring affärsbiträde, men fick 1856 anställning hos den stora sidenfabriksfirman K. A. Almgren i Stockholm, där han blev kvar till 1870. Därefter grundade han i Göteborg med ekonomiskt stöd av K. A. Almgren och J. Lenning handelsfirman P. Em. Lithander & Co, som 1898 genom två söners medägarskap ombildades till P. Em. Lithander & Co., Handels- och Industri AB, där Lithander blev verkställande direktör. 
Firman omfattade till en början endast kommissionshandel med kläde och vävnader, främst av svenska fabrikat, men utvidgades 1875 även till grosshandel. Lithander spelade en framträdande roll inom handeln i Göteborg, men även landsomfattande. Hans första initiativ gällde självhjälpen inom handelsbiträdes- och kontoristkåren, då han 1869 var med om stiftandet av Handelsbokhållarnas pensionsförening. Senare medverkade han till uppkomsten i Göteborg av Hjälpkassan för nödställda köpmän (1882) och Sveriges Allmänna Handelsförening (1884), var ordförande i den interimsstyrelse som tillsattes vid bildandet och i flera år en av föreningens fullmäktige. Som en av utredningsmännen i Lenningska dödsboet blev han upphovsman till J. Lennings vävskola och sjukhem i Norrköping.
Lithander var ledamot av styrelsen för Göteborgs och Bohus Läns Sparbank 1882–1897 och bland övriga offentliga förtroendeuppdrag kan nämnas att han var ledamot i 1894 års kommitté angående Stockholmsutställningen 1897, i frilagers- och frihamnskommittén (1894-95), i styrelsen för Göteborgs köpmannaförening som dess förste ordförande, Allmänna och Sahlgrenska sjukhuset 1882–1895, riksbankens avdelningskontor i Göteborg (1885-89; ordförande 1894–1904), stadsfullmäktigskap (1898–1904); ordförande i verkställande utskottet för industriutställningen i Göteborg 1891, vars ledande kraft han blev. Lithander var ledamot av Göteborgs stadsfullmäktige 18 mars-27 oktober 1898 samt 6 december 1898–1904. 
Han blev tidigt känd för ivrig protektionism och ytterlig konservatism och invaldes under tullstridens första skede av Älvsborgs län i Första kammaren, som han tillhörde 1886–1894, 1897–1908, varefter han avsade sig mandatet. Lithander var ledamot i bevillningsutskottet 1887–1892, 1900–1903, bankoutskottet 1894, tillfälliga utskott 1897, 1899, 1903–1904 samt särskilda utskottet i bankfrågan 1897. I främsta rummet är Lithanders namn knutet vid frågan om riksbyggnaderna på Helgeandsholmen och det gav honom smeknamnet "riksbyggmästaren". Genom motion 1888 upptog han det föregående riksdag fallna förslaget i byggnadsfrågan och lyckades genom energi och med kraftigt understöd av Liss Olof Larsson i Andra kammaren samt genom sin retoriska förmåga påtala det trängande behovet av nya tidsenliga riksbankslokaler. Han lyckades slutligen få till stånd ett båda kamrarnas samstämmande beslut. Genom motion 1894 om en banklagstiftning på grundvalen av 1890 års kommittéförslag och det därpå byggda, men fallna förslaget 1890 lyckades Lithander ta initiativet till de 1897 genomförda bankreformerna. 
Bland hans övriga många riksdagsmotioner märks främst de som särskilt berör näringslivet, såsom ett nytt statsdepartement för jordbruk, industri och handel, om ett nationalekonomiskt råd (1903–1904), om ändringar i näringslagstiftningcn (1886, om inskränkning av gårdfarihandeln, och 1897; i ett visst samband härmed stod även motionerna 1906 och 1907 om förslag till en invandringslag) samt de ofta återkommande om att på olika sätt understödja torvindustrins utveckling (1891, 1900–1904, 1906). 
Lithander var ledamot av kyrkomötena 1893, 1898 och 1904 samt av kyrkofullmäktige i Göteborg 1894–1898 och 1900–1903.
Vid sin avgång från riksdagen hyllades Lithander som riksdagsveteran, näringslivets kraftige främjare, riksbyggnadernas upphovsman och bankreformernas nitiske förkämpe av Fosterländska förbundet i Göteborg, till vars tillkomst han tagit initiativet och vars mångårige ordförande han var och av många andra meningsfränder medelst präglandet av en guldmedalj. Han var även medlem av 1893 års kyrkomöte. Han ägnades många hyllande vid sin avgång från första kammaren 1908 och på sin 75-årsdag 1910 vilka samlades i en skrift med dikten "Sverige åt svenskarne!" Det var ett protektionistiskt slagord som lanserades av Östgöta Correspondenten 1886.
År 1883 bildades Sveriges Allmänna Handelsförening som den första nationella handelsorganisationen i Sverige. Lithander blev dess förste ordförande och han använde både föreningen och sin plats i riksdagen till att föra en kampanj mot den judiska gårdfarihandeln – liksom mot annan icke önskvärd konkurrens inom handeln. Lithander var öppen antisemit. "Judefrågan är icke blott en näringsfråga, den är även en ras- och kulturfråga", hävdade han 1912. "Judendomen är de europeiska folkens fördärv."